# 1160

## Esdeveniments
- 2 de juny: Guerau Alemany IV de Cervelló, Gerard de Jorba i Guillem de Montagut fan donació a l'Orde del Cister del paratge de Santes Creus a la vora el riu Gaià.[1]
- Karl Sverkersson succeeix Erik den Helige a la corona sueca.

## Naixements
- Gavignano, Estats Pontificis: Innocenci III papa del 1198 al 1216.[2]